# Oskava
Oskava är en ort i Tjeckien.   Den ligger i regionen Olomouc, i den östra delen av landet, 200 km öster om huvudstaden Prag. Oskava ligger 339 meter över havet och antalet invånare är 1 471.
Terrängen runt Oskava är huvudsakligen kuperad, men söderut är den platt. Runt Oskava är det ganska tätbefolkat, med 80 invånare per kvadratkilometer. Närmaste större samhälle är Šumperk, 13,9 km nordväst om Oskava. Trakten runt Oskava består till största delen av jordbruksmark.